# Mistrzostwa Afryki w Piłce Siatkowej Kobiet 1987
III Mistrzostwa Afryki w piłce siatkowej – turniej rozegrany w Rabacie w Maroku w 1987 roku, po raz drugi z rzędu wygrały Tunezyjki, które wyprzedziły reprezentantki Egiptu i Maroka.

## System rozgrywek
Reprezentacje zagrały systemem każdy z każdym.
1. Egipt
2. Tunezja
3. Maroko

## Klasyfikacja końcowa
| 1. | Tunezja |
| 2. | Egipt   |
| 3. | Maroko  |